# Лопес Хордан, Рикардо
Рикардо Рамон Лопес Хордан (исп. Ricardo Ramón López Jordán; 30 августа 1822, Пайсанду, Уругвай— 22 июня 1889, Буэнос-Айрес) — аргентинский военный и политик, один из последних влиятельных лидеров в политике Аргентины. Он трижды восставал против правительства Буэнос-Айреса, но все его попытки терпели поражение.

## Первые годы
Родился 30 августа 1822 года в Пайсанду (Уругвай). Сын генерала Рикардо Лопеса Хордана (1793—1846), бывшего губернатора Энтре-Риос, находившегося там в изгнании, и Хосефы Кардосо. Племянник лидера Франсиско Рамиреса.
В 1824 году он вернулся в Энтре-Риос вместе со своим отцом и прожил там до 1827 года, когда ему пришлось снова уехать в Уругвай. Когда в 1830 году его отец попытался вернуть себе власть в провинции (при поддержке Хуана Лавалье), он отправил Рикардо учиться в колледж Сан-Игнасио в Буэнос-Айресе.
В конце 1841 года Рикардо Лопес Хордан присоединился к армии губернатора Хусто Хосе де Уркисы для защиты своей провинции от вторжения из Корриентеса. 6 декабря 1842 года он участвовал в битве при Арройо-Гранде под командованием уругвайского генерала Мануэля Орибе против войск Фруктуосо Риверы и был отправлен в Буэнос-Айрес, чтобы доставить весть о победе. Следующие несколько месяцев он провел, убеждая Хуана Мануэля де Росаса освободить отца, чего в конечном итоге добился. Он сдержал обещание сына Росасу, что тот никогда больше не будет заниматься политикой.
Он сопровождал Уркису в его кампании в Уругвае, сражаясь в битве при Индии Муэрта, а также в походе в провинцию Корриентес, сражаясь в Лагуна-Лимпия (против Хосе Марии Паса, 14 февраля 1846 года) и Вансесе. В 1849 году он был назначен военным комендантом Консепсьон-дель-Уругвай.
После Декларации Хусто Хосе де Уркисы 1 мая 1851 года и вторжения в Уругвай он в звании капитана был посланником последнего, чтобы добиться капитуляции Мануэля Орибе, который уже восемь лет осаждал Монтевидео. В составе Великой армии он совершил кампанию, завершившуюся свержением Хуана Мануэля де Росаса в битве при Касеросе, где он сражался в качестве одного из начальников кавалерии. Позднее он вернулся, чтобы восстановить свою должность коменданта Консепсьон-дель-Уругвай.
21 ноября 1852 года, после революции 11 сентября, Буэнос-Айрес организовал двойное вторжение в Энтре-Риос. Одна из колонн под командованием генерала Мануэля Орноса высадилась в Гуалегуайчу и сумела разбить полковника Галарсу. Он достиг окраин Консепсьон-дель-Уругвай, но был разбит Лопесом Хорданом, отряд которого состоял в основном из студентов колледжа этого города.
В 1858 году он совершил кратковременное вторжение в Уругвай, чтобы защитить правительство этой страны от вторжения, поддержанного из Буэнос-Айреса. В том же году он был избран национальным депутатом и поселился в Паране.
В 1859 году Рикардо Лопес Хордан женился на Долорес Пуч, от которой у него было семеро детей: Хосефа, Томаса Долорес, Рикардо Сальвадор, Симон Эдуардо, Рамон Гильермо, Мерседес и Сара. В том 1859 году он вновь занял пост коменданта Консепсьон-дель-Уругвай. Ему было поручено организовать Национальную гвардию Санта-Фе, и ему удалось быстро собрать 3500 человек. Он участвовал в битве при Сепеде 23 октября, и за заслуги в этой кампании 28 апреля 1860 года он получил звание полковника. После этой битвы Уркиса двинулся на Буэнос-Айрес и подписал Пакт Сан-Хосе-де-Флорес, в котором Буэнос-Айрес настоятельно обусловил свое включение в состав Нации. 
Когда Хусто Хосе де Уркиса оставил пост президента и вновь занял пост губернатора Энтре-Риос, 1 мая 1860 года он назначил Лопеса Хордана одним из своих министров. Примерно в это же время он приобрел ранчо Арройо-Гранде недалеко от побережья Уругвая.

## Вражда с Уркисой
В 1861 году президент Аргентины Сантьяго Дерки назначил его командующим одной из двух кавалерийских колонн, которые 17 сентября сражались в битве при Павоне. В этом сражении Лопес Хордан, Хуан Саа и Бенхамин Вирасоро полностью разгромили кавалерию Буэнос-Айреса, а федеральная пехота была отброшена. Но Уркиса, не введя в бой всю свою армию, отступил со всей своей пехотой, артиллерией и резервными силами. Все федералисты считали, что Уркиса перешел на сторону Буэнос-Айреса, что относительно верно: он молчаливо согласился с будущим президентом Бартоломе Митре, что ему будет позволено сохранить власть в его провинции без вмешательства, но взамен он бросил Конфедерацию на произвол судьбы.
20 сентября президент Сантьяго Дерки назначил своих двух победоносных лидеров, Хуана Саа и Рикардо Лопеса Хордана, генералами. Последний по приказу Уркисы вернулся в Энтре-Риос и ушел в отставку со своих государственных должностей. Вскоре после этого президент Дерки подал в отставку, и Аргентинская конфедерация была распущена. На следующий год, после смены почти всех провинциальных правительств (за исключением Энтре-Риос), Бартоломе Митре был избран новым президентом Аргентины.
В 1864 году Рикардо Лопес Хордан выдвинул свою кандидатуру на пост губернатора Энтре-Риос вместо Хусто Хосе де Уркисы, но последний высказался в пользу кандидатуры своего племянника Хосе Марии Домингеса, полностью подчинявшегося своему политическому боссу, который и был избран.
Война в Уругвае вызвала реакцию Парагвая, которая привела к войне Тройственного альянса. Хусто Хосе де Уркиса призвал народ провинции Энтре-Риос к войне против Парагвая, Лопес Хордан поддержал его, но затем ответил:
«Вы призываете нас сражаться с Парагваем. Никогда, генерал. Эти люди — наши друзья. Призывайте нас сражаться с народом Буэнос-Айреса и Бразилии. Мы готовы. Это наши враги».
Уркиса приказал мобилизовать силы Энтре-Риос в лагере Басуальдо на севере провинции. Туда пришло 8000 человек, но почти все они были уверены, что присоединятся к парагвайцам в борьбе против бразильцев. Но когда они узнали, на чьей стороне им предстоит сражаться, они просто разошлись по домам. Лопес Хордан поддерживал и приветствовал дезертирство, а затем был обвинен в подстрекательстве к нему. Когда Уркисе удалось воссоединить свою армию в лагере Толедо, ее армия снова дезертировала. Всего 800 человек из Энтре-Риос отправились на войну, и очень немногие вернулись.
В 1867 году в Мендосе и Ла-Риохе вспыхнула революция под предводительством Хуана Саа, Хуана де Диоса Виделы и Фелипе Варелы, которые попросили поддежки со стороны Уркисы. Хусто Хосе де Уркиса не двинулся с места, и восстание было быстро подавлено.
В 1868 году Хусто Хосе де Уркиса проиграл президентские выборы, но в апреле был переизбран законодательным органом на пост губернатора Энтре-Риос, несмотря на народную поддержку кандидатуры Лопеса Хордана. В том же году 31 июня в Арройо-Гарае произошло вторжение националистических сил, поддерживавших революцию в Корриентесе, но Лопес Хордан и Хусто Кармело Уркиса, сын каудильо, отразили его.
В 1870 году закончилась Парагвайская война, в которой Аргетина лишилась более 10 000 жизней. Несколько месяцев спустя Уркиса принял в своем дворце в Сан-Хосе президента Доминго Фаустино Сармьенто, самого ярого врага федералистов. Лопес Хордан готовился к революции.
11 апреля 1870 года началась революция: первым шагом стала группа из 50 человек под командованием Симона Луэнго, которая вошла во дворец Сан-Хосе с целью захватить Хусто Хосе де Уркису, но он оборонялся и в итоге погиб. В тот же день в Конкордии были убиты его сыновья Хусто Кармело и Вальдино Уркиса, оба близкие друзья Лопеса Хордана.
Три дня спустя Законодательное собрание избрало Лопеса Хордана временным губернатором на завершение срока полномочий Уркисы. В своей инаугурационной речи он поддержал революцию и едва упомянул вскользь, что «я сожалел о том, что… они не нашли другого пути, кроме славной жертвы, которая пожертвовала собой».

## Хорданское восстание
Президент Доминго Фаустино Сармьенто воспринял революцию и убийство как провокацию против него и 19 апреля 1870 года отправил в Энтре-Риос армию наблюдения с ветеранами Парагвайской войны, которая была размещена в Гуалегуайчу. Он никогда не объявлял свое правительство находящимся под вмешательством (Национальный конгресс был против этого), он прямо издал указ 25 апреля, в котором объявил войну стране-врагу и объявил Лопеса Хордана и его соратников виновными в мятеже. Три генерала атаковали одновременно: Эмилио Митре высадился в Гуалегуайчу, Эмилио Конеса — в Паране, а Хуан Андрес Желли-и-Обес вошел со стороны Корриентеса. Последовала серия боёв, но Рикардо Лопес Хордан был окончательно разбит в битве при Ньямбе в Корриентесе, поэтому он бежал в Бразилию с 1500 человек.
В его отсутствие выборы прошли в Энтре-Риос, но без федеральных кандидатов, которые были запрещены, и с очень небольшим количеством избирателей. Губернатор Эмилио Дюпорталь отстранил всех федеральных агентов от всех государственных должностей, включая священников и учителей. Государственные земли продавались на «публичных» аукционах и предназначались для друзей правительства. Многие поселенцы были изгнаны со своих земель, а полиция, состоявшая из приезжих, совершала всевозможные злоупотребления и преступления. Губернатор Эмилио Дюпорталь подал в отставку, и провинция осталась в руках Леонидаса Эчагуэ, сына бывшего губернатора Паскуаля Эчагуэ.
Рикардо Лопес Хордан вернулся в Энтре-Риос 1 мая 1873 года. 28 мая президент Аргентины Доминго Фаустино Сармьенто направил в Палату депутатов законопроект, предлагающий 100 000 песо за голову Лопеса Хордана и 10 000 песо за голову Мариано Керенсио, а также 1000 песо за головы «виновников эксцессов, совершенных революцией».
9 декабря генералы Гаинса и Ведия разбили его в битве при Дон-Гонсало, где впервые были использованы винтовки Ремингтона, вызвав хаос среди хорданцев. 25 декабря Лопес Хордан пересек реку Уругвай и укрылся в соседней стране.
Рикардо Лопес Хордан разработал новые планы, включавшие проведение общенациональной революции при поддержке Бразилии. 25 ноября 1876 года он вернулся в свою провинцию, но на этот раз не встретил никакой поддержки. 7 декабря один из его отрядов был уничтожен генералом Хуаном Айалой в битве при Алькарасито (департамент Ла-Пас), где многие пленные были расстреляны. 16 декабря Рикардо Лопес Хордан бежал в Корриентес, но после предательства друга он предстал перед федеральным судом в Гойе.
Он был заключен в тюрьмы в Курусу-Куатия, Гойя, Парана и Росарио. Судебный процесс над ним откладывался на три года, пока 12 августа 1879 года он не сбежал из тюрьмы с помощью своей жены Долорес Пуч. 3 сентября он попросил убежища во Фрай-Бентосе (Уругвай).
Он отправился в изгнание в Монтевидео, где прожил до конца 1888 года, пока благодаря закону об амнистии, изданному президентом Мигелем Хуаресом Сельманом в августе того же года, он не вернулся в страну и не поселился в Буэнос-Айресе, где подал прошение о восстановлении его в аргентинской армии. Но 22 июня 1889 года он был убит на улице молодым Аурелио Касасом, которому сообщили, что Лопес Хордан приказал убить его отца, капитана Зенона Касаса, который на самом деле был убит по приказу уругвайского командира Корнелио Овьедо в мае 1873 года.
В 1989 году останки Рикардо Лопеса Хордана были перевезены в Энтре-Риос и временно помещены на семейное кладбище Перес-Кольман в Паране до 29 ноября 1995 года, когда они были перенесены в мавзолей, возведенный на площади Карбо в Паране.